# Кумизинай
Кумизина́й (каз. Қымызынай) — село у складі Бурабайського району Акмолинської області Казахстану. Входить до складу Зеленоборського сільського округу.
Населення — 263 особи (2021; 276 у 2009, 323 у 1999, 273 у 1989).
Національний склад станом на 1989 рік:
- казахи — 100 %.

У радянські часи село називалось також Кумкосяк.